# Tan White
Pour les articles homonymes, voir White.
Tan White, née le 27 septembre 1982 à Tupelo (Mississippi), est une joueuse de basket-ball américaine.

## Biographie
Elle remporte en 2005 le Frances Pomeroy Naismith Award trophée décerné par la Women's Basketball Coaches Association pour récompenser la meilleure joueuse senior de 1,70 m ou moins.
Elle est choisie en 2e position lors de la draft 2005 par le Fever de l'Indiana.
En août 2012, elle signe pour une année supplémentaire au Sun. 
Durant l'été 2014, elle resigne à Orduspor, après une saison 2013-2014 de 14,7 points, 3,9 rebonds et 2,6 passes décisives avec le club turc . Pour sa seconde saison, elle aligne 15,6 points, 5,1 rebonds, 3,6 passes décisives et 2,2 interceptions puis durant l'été elle signe, tout comme sa compatriote rookie Liz Williams à Istanbul Universesi.

## Parcours

### États-Unis
- 2001-2005 :  Bulldogs de Mississippi State (NCAA)
- 2005-2008 :  Fever de l'Indiana
- 2009-2013 :  Sun du Connecticut
- 2014 :  Lynx du Minnesota

### Europe
- 2005-2006 :  Fenerbahçe SK
- 2006-2007 :  Lotos Gdynia
- 2008-2008 :  TTT Riga
- 2010-2010 :  TTT Riga
- 2010-2011 :  Burhaniye Bld
- 2011-2012 :  Elitzur Holon
- 2013-2015 :  Orduspor
- 2015- :  Istanbul Universesi

## Distinctions personnelles
- WNBA All-Rookie Team 2005 [7]